# Joseph Le Bon

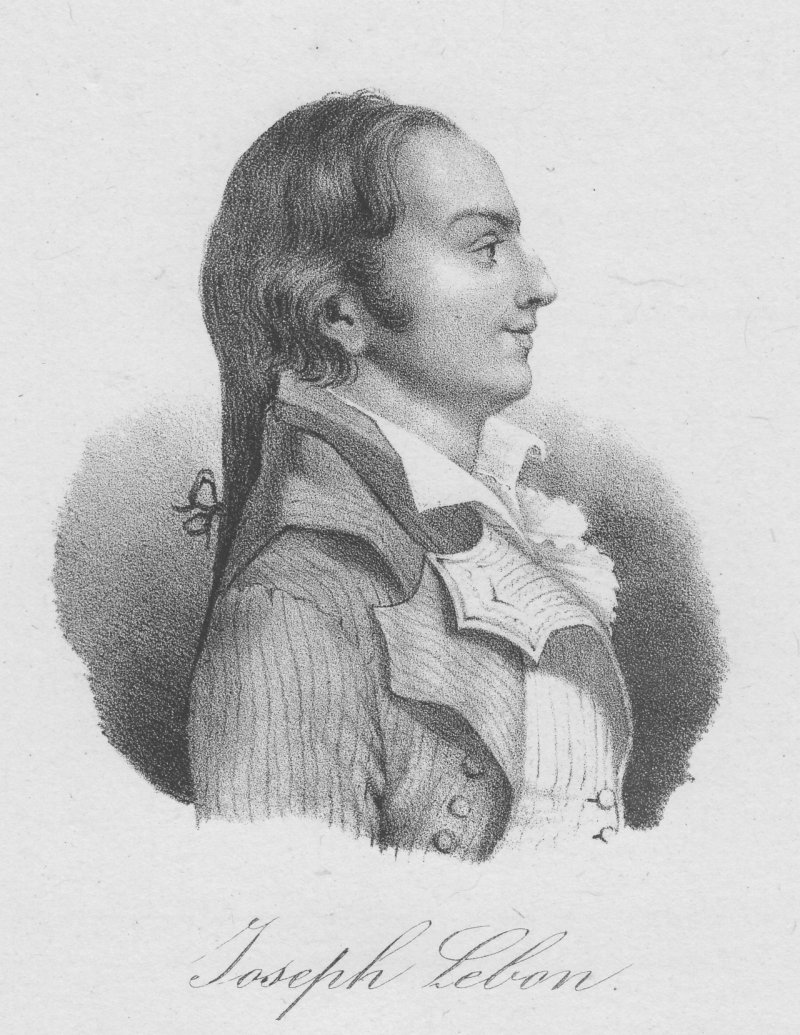
Porträt Joseph Le Bon, Lithographie um 1820

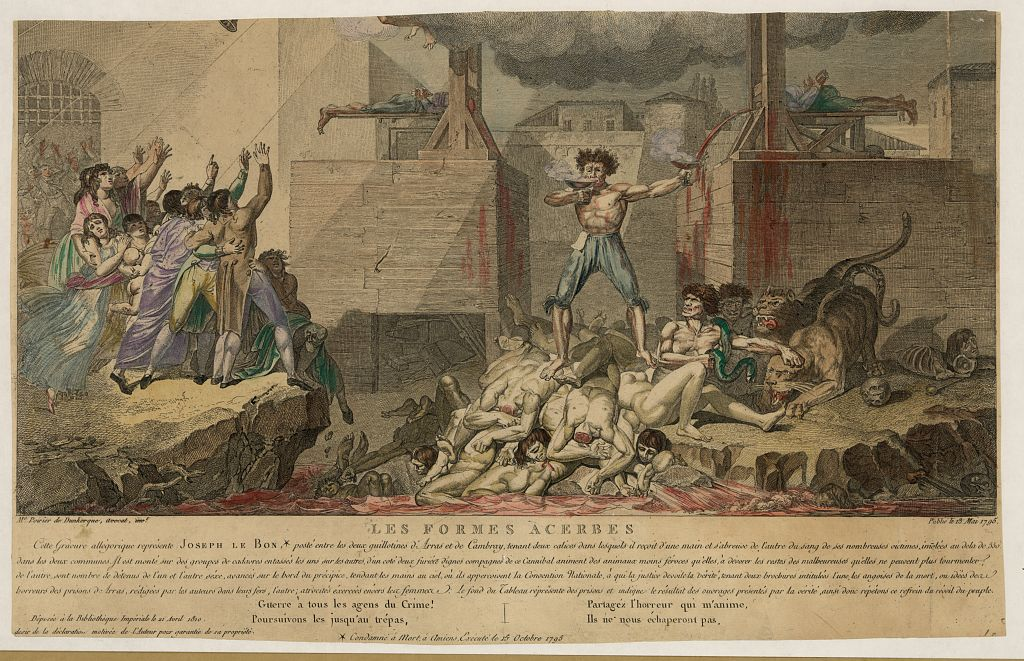
Joseph Le Bon (Mitte), Radierung: Les Formes acerbes

Joseph Le Bon (* 25. September 1765 in Arras (Département Pas-de-Calais); † 16. Oktober 1795 ebenda) war ein französischer Revolutionär.

## Leben
Joseph Le Bon besuchte ein Collège der Oratorianer, erhielt danach die Priesterweihe und leistete im Januar 1791 den Eid auf die Zivilverfassung des Klerus. Danach wirkte er als Pfarrer in Vernois bei Beaune und in Neuville-Vitasse.
Le Bon, ein persönlicher Freund von Maximilien Robespierre, wurde nach dem Tuileriensturm am 10. August 1792 zum Bürgermeister von Arras gewählt. Im September 1792 wurde er vom Département Pas-de-Calais zum Ersatzabgeordneten des Nationalkonvents gewählt. Er nahm am 1. Juli 1793 seinen Abgeordnetensitz ein und schloss sich der Bergpartei an. Zum Représentant en mission ernannt, wirkte Le Bon im August 1793 im Département Somme und seit Oktober 1793 zusammen mit seinem Schwager, Augustin Alexandre Darthé, in den Départements Pas-de-Calais und Nord. Beide errichteten dort die Schreckensherrschaft der Jakobiner. Le Bon errichtete ein neues Revolutionsgericht, bei dem er Richter und Geschworene selber ernannte. Er ging mit äußerster Brutalität gegen Verdächtige vor und ließ Hunderte verhaften und vor das Revolutionstribunal bringen. Am Ende seiner Terrorherrschaft saßen etwa 1000 Menschen im Gefängnis und mehr als 550 Personen waren hingerichtet worden.
Le Bon amtierte bis zum 10. Juli 1794 als Vorsitzender des Revolutionstribunals von Cambrai. Nach dem Umsturz vom 9. Thermidor des Jahres II (27. Juli 1794) wurden auch schwere Vorwürfe gegen ihn erhoben, worauf er am 2. August 1794 verhaftet wurde. Nachdem Le Bon etwa 14 Monate im Gefängnis verbracht hatte, wurde er vor Gericht gestellt. Vor dem Gericht beteuerte er immer wieder seine Unschuld und dass er nur die Befehle des Wohlfahrtsausschusses umgesetzt hätte. Zudem bestritt er die meisten der gegen ihn vorgebrachten Anschuldigungen. Vor Gericht sagte er immer wieder, man hätte ihn entlastende Beweismittel entwendet, um ihn als alleinigen Sündenbock darzustellen. Dennoch wurde er am 11. Oktober 1795 als Terrorist zum Tode verurteilt und am 16. Oktober 1795 vor einer großen Menschenmenge in Arras auf dem Schafott öffentlich hingerichtet.